# 恩里克·德·拉·弗恩特
恩里克·德·拉·弗恩特（西班牙語：Enrique de la Fuente；1975年8月11日—）是一位西班牙排球運動員。他也是西班牙國家男子排球隊的一員，代表西班牙參加了2000年悉尼奧運會的排球比賽。在2007年他幫助西班牙獲得2007年排球歐洲聯賽的金牌。

## 外部連結
- 恩里克·德·拉·弗恩特在European Volleyball Confederation（英语）
- 恩里克·德·拉·弗恩特在WorldofVolley（英语）
- 恩里克·德·拉·弗恩特在Lega Pallavolo Serie A（意大利语）
- 恩里克·德·拉·弗恩特在Olympedia（英语）